# Liste des vice-présidents du Bénin
Cette page présente les personnalités, hommes et femmes politiques ayant occupé le poste de vice-président au Bénin.

## Liste des vice-présidents du Bénin
Le poste de vice-président de la république du Bénin est la deuxième fonction la plus importante après celle du Président. En cas de décès ou d’empêchement du président, c’est le vice-président qui assure l’intérim[réf. nécessaire].
Le Bénin a connu 3 vice-présidents : deux sous le Dahomey (Sourou Migan Apithy et Justin Ahomadegbé) et un actuellement (Mariam Chabi Talata),,,,,,.
| Prénoms & Nom             | Mandat      | Observation |
| ------------------------- | ----------- | ----------- |
| Sourou-Migan Apithy       | 1960 à 1963 | Notes       |
| Justin Ahomadégbé-Tomêtin | 1964 à 1965 | Notes       |

| Prénoms & Nom       | Mandat         | Observation |
| ------------------- | -------------- | ----------- |
| Mariam Chabi Talata | 2021 à ce jour | Notes,      |